# Interkonvertierung
Unter Interkonvertierung (synonym mit Interkonversion) versteht man die Änderung des Aktivitätszustandes eines Enzyms/Verbindung, also Aktivierung bzw. auch Inaktivierung, bspw. durch Anhängen oder Abspalten eines Phosphates an eine freie OH-Gruppe des Enzyms (zum Beispiel De-, Phosphorylierung) mittels Proteinkinasen oder Phosphatasen. Ein anderes konkretes Beispiel für Interkonvertierung wäre die Überführung aktiven Cortisols in inaktives Cortison durch die 11β-Hydroxysteroid-Dehydrogenase 1. Funktionell wird also eine Gruppe eines Proteins bzw. einer Verbindung verändert mit dem Resultat einer (In-)Aktivierung des betreffenden Proteins bzw. der betreffenden Verbindung.
Dabei ist zu unterscheiden, dass manche Enzyme phosphoryliert, andere hingegen jedoch im dephosphorylierten Zustand aktiv sind.
So kann die Menge an wirksamen Enzymen verändert werden, wobei sich auch die enzymkinetischen Parameter Km und Vmax ändern und somit gleich mehrere Stoffwechselwege reguliert werden können (v. a. bei hormongesteuerten Stoffwechselwegen).
Beispiele:
- Enzyme der Glykolyse sind dephosphoryliert aktiv
- Enzyme der Glukoneogenese sind phosphoryliert aktiv
- Pyruvat-Dehydrogenase (PDH), wobei diese auch allosterisch reguliert wird